# Till the End of the Day
«Till the End of the Day» es una canción de The Kinks escrita por su vocalista y líder Ray Davies, siendo publicada como sencillo a fines del año 1965. También aparece en el álbum The Kink Kontroversy. 
En su estructura, la canción está centrada en un power chord básico, algo usual en los primeros días de la banda.  Llegó al puesto número 8 en las listas del Reino Unido y al 50 en los Estados Unidos, permaneciendo en cada una cerca de ocho semanas o más.
Entre los covers de «Till the End of the Day» se cuentan el de la banda Big Star y el de las japonesas Shonen Knife.